# 河南省科学院
河南省科学院是河南省人民政府举办、社会力量参与的综合性科研机构，设有基础学部、产业学部、未来学部三个学部。院址位于郑州市金水区明理路266-38号。

## 任务定位
- 主要任务：建设国际化开放式科研平台，致力于开展应用研究、基础研究、成果转化和人才培养等；
- 办院模式：以所办院、以室（实验室）办院、以院（产业研究院）办院；
- 定位及发展目标：“打造以体制机制创新为根本的新型研发机构、贯通产学研用的科研实体、具有国际视野的开放式创新平台、集聚一流创新团队的人才中心、与中原科技城和国家技术转移郑州中心“三位一体”融合的创新高峰。”

## 历史
2021年7月，中共河南省委书记楼阳生到河南省科学院调研指导，明确提出要重建重振河南省科学院，将其作为贯彻习近平总书记视察河南重要讲话重要指示和关于科技创新重要论述的战略性举措，作为河南建设国家创新高地和重要人才中心的一号工程。2021年12月28日，重建重振省科学院揭牌仪式举办，标志着建院六十余载的河南省科学院重获新生。
2022年12月，河南省科学院理事会成立，理事会第一次会议决定聘请中科院院士徐红星担任河南省科学院院长。

## 研究机构
- 数学研究所
- 物理研究所
- 化学研究所
- 地理研究所
- 材料研究所
- 集成电路研究所
- 碳基复合材料研究院
- 高新技术研究中心
- 质量检验与分析测试研究中心

## 合作单位
- 嵩山实验室
- 龙门实验室
- 中原关键金属实验室
- 龙湖现代免疫实验室
- 北理工郑州智能科技研究院
- 哈工大郑州研究院